# La Crèche
La Crèche – miejscowość i gmina we Francji, w regionie Nowa Akwitania, w departamencie Deux-Sèvres.
Według danych na rok 1990 gminę zamieszkiwało 4467 osób, a gęstość zaludnienia wynosiła 129 osób/km² (wśród 1467 gmin regionu Poitou-Charentes La Crèche plasuje się na 45. miejscu pod względem liczby ludności, natomiast pod względem powierzchni na miejscu 115.).